# Risonanza magnetica di perfusione
La risonanza magnetica di perfusione (o pesatura in perfusione o Perfusion weighted o PWI) è una tecnica di imaging biomedico che utilizza particolari sequenze di risonanza magnetica al fine di studiare la perfusione di un organo, più frequentemente l'encefalo. I dati acquisiti tramite imaging a risonanza magnetica vengono postelaborati per ottenere mappe di perfusione con parametri diversi, come il volume del sangue, il flusso sanguigno, il tempo di transito medio e il tempo al picco.
Solitamente, nel caso di infarto cerebrale la zona ischemica presenta una ridotta perfusione. Grazie alle immagini pesate in diffusione, ottenute tramite un'altra sequenza di risonanza, può essere stimata la quantità di tessuto già necrotico; combinando questa con quella di perfusione è possibile stimare la quantità di tessuto cerebrale recuperabile a seguito di una terapia trombolitica e o una trombectomia.
Esistono tre tipi di sequenze per ottenere immagini pesate in perfusione:
- Dynamic susceptibility contrast, (DSC). Viene iniettato gadolinio come mezzo di contrasto e viene realizzate immagini a rapida ripetizione (generalmente gradient-echo o echo-gradient pesate in T2) per quantificare la perdita di segnale indotta dalla suscettibilità.[2]
- Dynamic contrast enhanced, (DCE). Misurazione dell'accorciamento del rilassamento T1 indotto da un bolo di mezzo di contrasto di gadolinio.[3]
- Arterial spin labelling, (ASL). Marcatura magnetica del sangue arterioso prima che entri nella regione di interesse dell'imaging.[4] Non è necessario infondere gadolinio come mezzo di contrasto.[5]